# Singles Collection: The London Years
Pour les articles homonymes, voir The Singles Collection.
Albums de The Rolling Stones
Dirty Work
(1986) Steel Wheels
(1989)
Singles Collection: The London Years est une compilation des Rolling Stones reprenant la totalité des singles anglais et américains du groupe, sortis sous le label London de 1963 à 1971.
Cette compilation est incontournable dans la discographie du groupe, car elle comporte les chansons sorties uniquement en single lorsqu'il était chez Decca dans les années 1960 (ainsi que chez son homologue américain London). Elle est composée des singles sortis chez Decca et London.

## Contexte
Singles Collection: The London Years est sorti par ABKCO Records de l'ancien manager Allen Klein (qui a usurpé le contrôle du matériel Decca / London du groupe en 1970) après le départ du groupe de Decca et rompu le contrat avec Klein.
L'ensemble est un triple album de chaque single britanniques et américains des Rolling Stones - et de leurs faces B - principalement dans leurs mixages mono originaux (au moins jusqu'à la réédition en 2002), regroupant toute leur carrière chez Decca Records au Royaume-Uni et London Records aux Etats-Unis (d'où le titre de l'album).
La collection originale a été produite par Andrew Loog Oldham et remastérisée numériquent et compilée sous sa supervision par P. D. Rain et Jody Klein.
Couvrant leur carrière entre 1963 et 1971, la compilation commence par leur tout premier single britannique, Come On de Chuck Berry, et se termine par Brown Sugar et Wild Horses (dont Allen Klein partage les droits de sortie avec le groupe).
Pourtant la compilation ne complète pas parfaitement la discographie du groupe durant cette période. En effet, il manque quatre faces B sortis en 1970 et 1971 : Bitch et Let It Rock (sorti au Royaume-Uni sur le single Brown Sugar) et Sway (face B de Wild Horses). Allen Klein n'avait pas de droits de diffusion sur ce matériel lors de la sortie de cette compilation. Natural Magic, un instrumental de Jack Nitzsche, sorti en face B du single Memo from Turner de Mick Jagger en 1970, n'est pas non plus inclus. Ceux-ci sont disponibles sur le coffret Singles 1968–1971 sauf Let It Rock qui est disponible sur le coffret Singles 1971–2006 et l'album Rarities 1971–2003.
De plus, la compilation n'inclut pas les EP sortis au Royaume-Uni (The Rolling Stones, Five By Five et Got Live if you Want It!) et les chansons sortis uniquement sur les disques américains (One More Try, Blue Turns to Grey, My Girl, Ride On Baby et Sittin' On a Fence par exemple). On retrouve les EP sur le coffret Singles 1963–1965.

## Parution et réception
Singles Collection: The London Years est sorti au bon moment, quelques semaines seulement avant la sortie de l'album de retour des Rolling Stones, Steel Wheels, après une pause significative, et quelques mois après leur intronisation au Rock and Roll Hall of Fame. Certifié disque de platine, l'album atteint la 91e place aux États-Unis.

En 2006, Steven Van Zandt a placé Singles Collection: The London Years en tête de sa liste des albums les plus essentiels de tous les temps, le désignant comme : 

« La plus grande collection de musique du plus grand groupe de rock & roll qui existera jamais. »

En août 2002, Singles Collection: The London Years est réédité en version remastérisé en CD et SACD par ABKCO Records.

## Titres
Toutes les chansons sont de Mick Jagger et Keith Richards, sauf indication contraire. Nanker Phelge est le pseudonyme collectif des Rolling Stones jusqu'en 1965, intégrant parfois Ian Stewart.

### Disque 1
| 1.  | Come On                                       | Chuck Berry                       | face A du 45 tours britannique du 7 juin 1963                                   | 1:48 |
| 2.  | I Want to Be Loved                            | Willie Dixon                      | face B du 45 tours britannique du 7 juin 1963                                   | 1:52 |
| 3.  | I Wanna Be Your Man                           | Lennon/McCartney                  | face A du 45 tours britannique du 1er novembre 1963                             | 1:43 |
| 4.  | Stoned                                        | Nanker Phelge                     | face B du 45 tours britannique du 1er novembre 1963                             | 2:09 |
| 5.  | Not Fade Away                                 | Buddy Holly, Norman Petty         | face A du 45 tours britannique du 21 février 1964                               | 1:47 |
| 6.  | Little by Little                              | Nanker Phelge, Spector            | face B du 45 tours britannique du 21 février 1964 et The Rolling Stones (album) | 2:39 |
| 7.  | It's All Over Now                             | Bobby Womack, Shirley Jean Womack | face A du 45 tours britannique du 26 juin 1964                                  | 3:27 |
| 8.  | Good Times, Bad Times                         | Jagger/Richards                   | face B du 45 tours britannique du 26 juin 1964                                  | 2:31 |
| 9.  | Tell Me (You're Coming Back) (version éditée) | Jagger/Richards                   | face A du 45 tours américain du 13 juin 1964                                    | 2:47 |
| 10. | I Just Want to Make Love to You               | Willie Dixon                      | face B du 45 tours américain du 13 juin 1964                                    | 2:17 |
| 11. | Time Is on My Side                            | Norman Meade                      | face A du 45 tours américain du 25 septembre 1964                               | 2:59 |
| 12. | Congratulations                               | Jagger/Richards                   | face B du 45 tours américain du 25 septembre 1964                               | 2:28 |
| 13. | Little Red Rooster                            | Dixon                             | face A du 45 tours britannique du 13 novembre 1964                              | 3:05 |
| 14. | Off the Hook                                  | Jagger/Richards                   | face B du 45 tours britannique du 13 novembre 1964                              | 2:34 |
| 15. | Heart of Stone                                | Jagger/Richards                   | face A du 45 tours américain du 19 décembre 1964                                | 2:45 |
| 16. | What a Shame                                  | Jagger/Richards                   | face B du 45 tours américain du 19 décembre 1964                                | 3:03 |
| 17. | The Last Time                                 | Jagger/Richards                   | face A du 45 tours du 26 février 1965                                           | 3:42 |
| 18. | Play With Fire                                | Nanker Phelge                     | face B du 45 tours du 26 février 1965                                           | 2:14 |
| 19. | (I Can't Get No) Satisfaction                 | Jagger/Richards                   | face A du single homonyme                                                       | 3:43 |
| 20. | The Under Assistant West Coast Promotion Man  | Nanker Phelge                     | face B du single américain (I Can't Get No) Satisfaction                        | 3:08 |
| 21. | The Spider and the Fly                        | Jagger/Richards                   | face B du single britannique (I Can't Get No) Satisfaction                      | 3:38 |
| 22. | Get Off of My Cloud                           | Jagger/Richards                   | face A du single homonyme                                                       | 2:54 |
| 23. | I'm Free                                      | Jagger/Richards                   | face B du single américain Get Off of My Cloud                                  | 2:24 |
| 24. | The Singer Not the Song                       | Jagger/Richards                   | face B du single britannique Get Off of My Cloud                                | 2:22 |
| 25. | As Tears Go By                                | Jagger, Richards, Oldham          | face A du single américain homonyme                                             | 2:45 |

### Disque 2
| 1.  | Gotta Get Away                                           | Jagger/Richards | face B du single américain As Tears Go By en décembre 1965, présent sur l'album Out of Our Heads en 1965 | 2:07 |
| 2.  | 19th Nervous Breakdown                                   | Jagger/Richards | face A du single homonyme (couplé avec As Tears Go By sur la version britannique)                        | 3:56 |
| 3.  | Sad Day                                                  | Jagger/Richards | face B du single américain 19th Nervous Breakdown                                                        | 3:01 |
| 4.  | Paint It, Black                                          | Jagger/Richards | face A du single homonyme                                                                                | 3:44 |
| 5.  | Stupid Girl                                              | Jagger/Richards | face B du single américain Paint It Black                                                                | 2:55 |
| 6.  | Long Long While                                          | Jagger/Richards | face B du single britannique Paint It Black                                                              | 3:01 |
| 7.  | Mother's Little Helper                                   | Jagger/Richards | face A du single américain homonyme                                                                      | 2:45 |
| 8.  | Lady Jane                                                | Jagger/Richards | face B du single américain Mother's Little Helper                                                        | 3:10 |
| 9.  | Have You Seen Your Mother, Baby, Standing in the Shadow? | Jagger/Richards | face A du single homonyme                                                                                | 2:34 |
| 10. | Who's Driving Your Plane?                                | Jagger/Richards | face A du single Have You Seen Your Mother, Baby...                                                      | 3:14 |
| 11. | Let's Spend the Night Together                           | Jagger/Richards | single Let's Spend the Night Together/Ruby Tuesday (double face A)                                       | 3:26 |
| 12. | Ruby Tuesday                                             | Jagger/Richards | single Let's Spend the Night Together/Ruby Tuesday (double face A)                                       | 3:13 |
| 13. | We Love You                                              | Jagger/Richards | face A du single homonyme                                                                                | 4:36 |
| 14. | Dandelion                                                | Jagger/Richards | face B du single We Love You                                                                             | 3:48 |
| 15. | She's a Rainbow                                          | Jagger/Richards | face A du single américain homonyme                                                                      | 4:11 |
| 16. | 2000 Light Years from Home                               | Jagger/Richards | face B du single américain She's a Rainbow                                                               | 4:44 |
| 17. | In Another Land                                          | Bill Wyman      | face A du single américain homonyme                                                                      | 2:53 |
| 18. | The Lantern                                              | Jagger/Richards | face B du single américain The Lantern                                                                   | 4:26 |
| 19. | Jumpin' Jack Flash                                       | Jagger/Richards | face A du single homonyme                                                                                | 3:38 |
| 20. | Child of the Moon                                        | Jagger/Richards | face B du single Jumpin' Jack Flash                                                                      | 3:12 |

### Disque 3
| 1.  | Street Fighting Man                                 | Jagger/Richards                                      | face A du single américain homonyme en 1968, présent sur l'album Beggars Banquet en 1968                                 | 3:09 |
| 2.  | No Expectations                                     | Jagger/Richards                                      | face B du single américain Street Fighting Man en 1968, présent sur l'album Beggars Banquet en 1968                      | 3:55 |
| 3.  | Surprise, Surprise                                  | Jagger/Richards                                      | face B du single britannique Street Fighting Man en 1971, présent sur l'album américain The Rolling Stones, Now! en 1965 | 2:30 |
| 4.  | Honky Tonk Women                                    | Jagger/Richards                                      | face A du single homonyme en 1969                                                                                        | 3:00 |
| 5.  | You Can't Always Get What You Want (version éditée) | Jagger/Richards                                      | face B du single Honky Tonk Women en 1969                                                                                | 4:49 |
| 6.  | Memo from Turner                                    | Jagger/Richards                                      | face A du single homonyme en 1970, présent sur la bande originale Performance en 1970                                    | 4:06 |
| 7.  | Brown Sugar                                         | Jagger/Richards                                      | face A du single homonyme en 1971 (couplé avec Bitch et Let It Rock) en 1971, présent sur l'album Sticky Fingers en 1971 | 3:49 |
| 8.  | Wild Horses                                         | Jagger/Richards                                      | face A du single homonyme (couplé avec Sawy) en 1971, présent sur l'album Sticky Fingers en 1971                         | 5:42 |
| 9.  | I Don't Know Why                                    | Stevie Wonder, Paul Riser, Don Hunter, Lula Hardaway | Extrait de l'album Metamorphosis en 1975                                                                                 | 3:01 |
| 10. | Try a Little Harder                                 | Jagger/Richards                                      | Extrait de l'album Metamorphosis en 1975                                                                                 | 2:17 |
| 11. | Out of Time (version alternative)                   | Jagger/Richards                                      | Extrait de l'album Metamorphosis en 1975                                                                                 | 3:22 |
| 12. | Jiving Sister Fanny                                 | Jagger/Richards                                      | Extrait de l'album Metamorphosis en 1975                                                                                 | 3:20 |
| 13. | Sympathy for the Devil                              | Jagger/Richards                                      | Extrait de l'album Beggars Banquet en 1968                                                                               | 6:17 |